# Vi khuẩn nốt rễ
Vi khuẩn nốt rễ (danh pháp: Rhizobium) là một chi vi khuẩn Gram âm sống trong đất có vai trò cố định đạm. Rhizobium hình thành một nhóm vi khuẩn cộng sinh cố định đạm sống trong rễ của các cây họ Đậu và Parasponia.
Vi khuẩn này xâm chiếm tế bào rễ của cây tạo thành các nốt rễ; ở đây chúng biến đổi nitơ trong khí quyển thành ammoniac và sau đó cung cấp các hợp chất nitơ hữu cơ như glutamin hoặc ureide cho cây. Còn cây thì cung cấp các hợp chất hữu cơ cho vi khuẩn từ quá trình quang hợp.